# Egernia epsisolus
Egernia epsisolus är en ödla i familjen skinkar som förekommer i nordvästra Australien. Artepitet i det vetenskapliga namnet är det gammalgrekiska ordet episolus. Det betyder ”liknande den gula stjärnan Epsilon Eridani”. Andra arter av samma släkte från västligare regioner är inte lika gulaktiga.
Denna ödla har en ljus gulbrun ovansida samt flera svarta punkter med vita kanter som bildar mer eller mindre tydliga tvärgående rader. Den övre läppen är tydlig ljusare än angränsande delar av huvudet. Undersidan är krämfärgad och på bröstet finns mörka fläckar. Typiska är mörka fläckar på extremiteternas ovansida. Kännetecknande är svansen som är avplattad från sidan.
Arten lever i nordvästra Australien i regionen Pilbara. Den hittas i klippiga landskap med glest fördelad växtlighet som ofta utgörs av växter från släktet Triodia. Exemplaren gömmer sig under klippor eller i trädens håligheter. Honor lägger inga ägg utan föder levande ungar.
För beståndet är inga hot kända. Hela populationen anses vara stabil. IUCN listar arten som livskraftig (LC).